# Щиглев, Владимир Романович
Владимир Романович Щиглев (16 (28) октября 1840—1 (14) октября 1903) — русский поэт-юморист и драматург XIX века.

## Биография
Учился в 1-й Санкт-Петербургской гимназии, а затем на юридическом факультете Санкт-Петербургского университета.
Щиглев рано начал писать, под влиянием своего гимназического учителя Василия Ивановича Водовозова. Печатался в «Искре», «Русском слове», «Будильнике», «Весельчаке» и других изданиях (под псевдонимом Романыч). Позднее писал в «Русской правде», «Ниве» и другой периодике издаваемой в Российской империи.
Из его драматических произведений (частью написанных под псевдонимом Щигров) больше тридцати лет не сходила с репертуара русскоязычных театров веселая бытовая картинка «Помолвка в Галерной гавани» (1873). Успехом пользуются и его пьесы для детского театра, собранные в книжке «Дюжинка» (1898). Вышли также отдельным изданием пьесы «Сила или свои козыри», «Сон Петра Ивановича» и другие.
За границей под псевдонимом Старцева издана его драма «Зарницы». Типичный «шестидесятник» XIX века, Владимир Щиглев писал множество стихотворений и прочих произведений, не рассчитанных на появление в печати. Из них особенной популярностью в литературных кружках пользовался остроумный водевиль «Феськина крамола» на тему о том, как рукопись афиши кружка любителей, ставившего «Заговор Фиеско» Шиллера, попалась на глаза полиции, которая вообразила, что напала на след важного заговора, устроила в день спектакля засаду и т. д.
Похоронен в Петербурге на Смоленском православном кладбище.